# Gildschaft 6 (Quedlinburg)

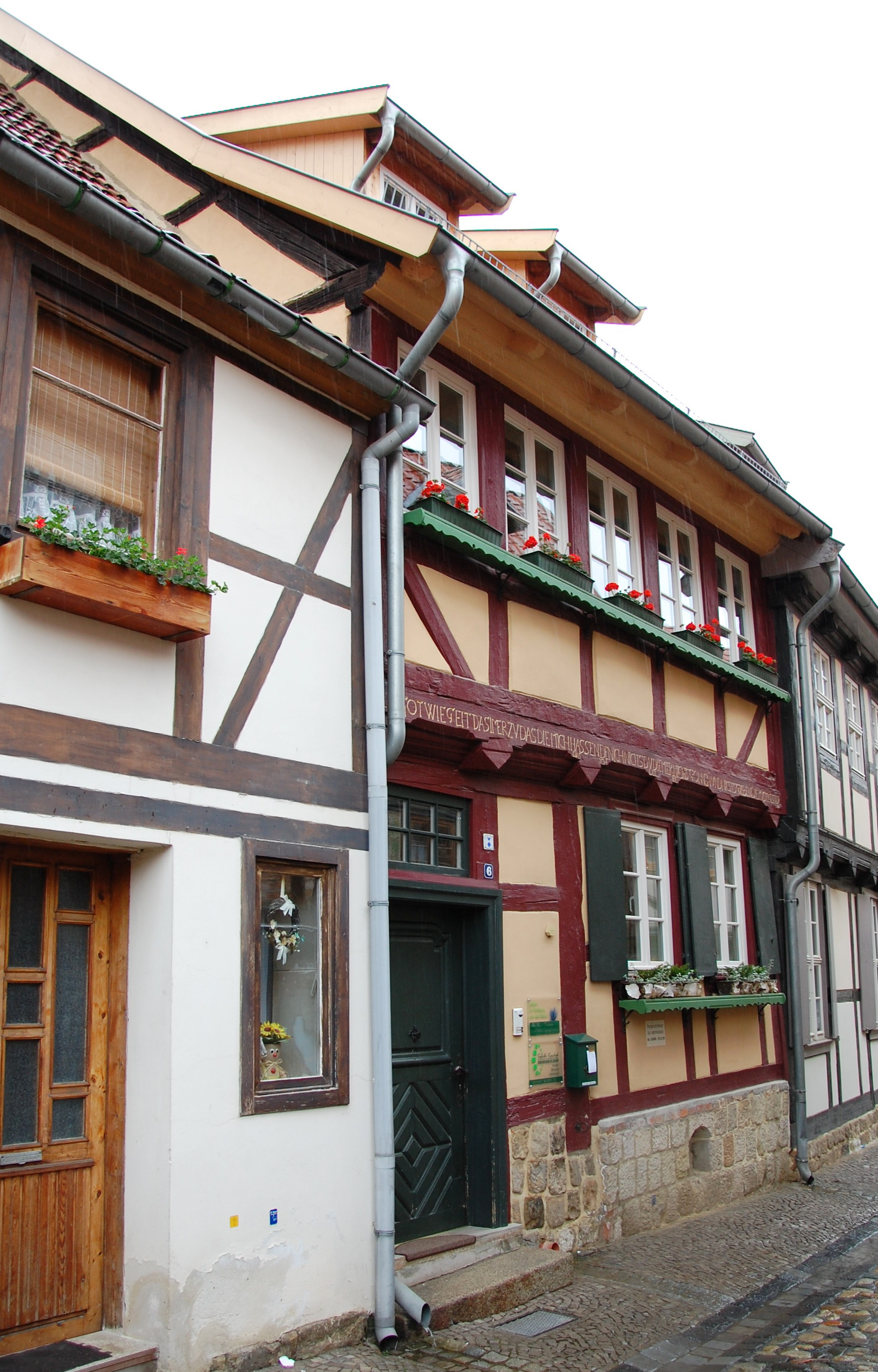
Haus Gildschaft 6

Das Haus Gildschaft 6 ist ein denkmalgeschütztes Gebäude in der Stadt Quedlinburg in Sachsen-Anhalt.

## Lage
Es liegt auf der Nordseite des Quedlinburger Schloßbergs im Stadtteil Westendorf und gehört zum UNESCO-Weltkulturerbe. Im Quedlinburger Denkmalverzeichnis ist es als Wohnhaus eingetragen. Westlich des Hauses befindet sich das gleichfalls denkmalgeschützte Haus Gildschaft 7.

## Architektur und Geschichte
Das zweigeschossige Fachwerkhaus entstand im Zeitraum um 1690. Als Verzierungen finden sich an der Stockschwelle des Gebäudes Pyramidenbalkenköpfe. Darüber hinaus besteht dort auch eine Inschrift.